# Jamioulx
Jamioulx is een dorp in de Belgische provincie Henegouwen en een deelgemeente van de Waalse gemeente Ham-sur-Heure-Nalinnes.
Jamioulx was een zelfstandige gemeente, tot die bij de gemeentelijke herindeling van 1977 toegevoegd werd aan de gemeente Ham-sur-Heure-Nalinnes.
Het dorp is ook bekend door zijn gevangenis.

## Demografische ontwikkeling
- Bronnen:NIS, Opm:1831 tot en met 1970=volkstellingen, 1976= inwoneraantal op 31 december